# L'État de grâce
Pour les articles homonymes, voir État de grâce (homonymie).
L'État de grâce est un film français de Jacques Rouffio sorti en 1986.

## Synopsis
En France en 1981, patronne de choc d'une importante société d'articles de sport, lors d'une houleuse assemblée du CNPF (ancêtre du MEDEF), Florence Vannier-Buchet, femme de droite, rencontre Antoine Lombard, le tout nouveau secrétaire d'État aux universités, militant socialiste. Ils tentent de vivre leur passion amoureuse sans sacrifier ni leur vie professionnelle ni leur engagement politique. Jean-Marc, le mari de Florence, est excédé par cette aventure et décide de divorcer.

## Fiche technique
- Titre : L'État de grâce
- Réalisation : Jacques Rouffio
- Scénario : Jacques Kirsner et Jacques Rouffio
- Dialogues : Jacques Kirsner
- Photographie : Dominique Chapuis
- Musique : Philippe Sarde
- Son : Dominique Levert
- Décors : Jean-Jacques Caziot
- Montage : Anna Ruiz
- Pays d'origine :  France
- Langue : français
- Format :
- Genre : drame
- Durée : 90 min
- Date de sortie : 24 décembre 1986

## Distribution
- Nicole Garcia : Florence Vannier-Buchet
- Sami Frey : Antoine Lombard
- Pierre Arditi : Jean-Marc Vannier-Buchet
- Philippe Léotard : Pierre-Julien
- Dominique Labourier : Jeanne Lombard
- Marc Berman : Weber
- Jean Rougerie : Edmond Lombard
- Yvette Étiévant : Madeleine Lombard
- Catherine Hiegel : Sylvie
- Yves Pignot : Eric Buppon
- Cécile Mazan : Nathalie, l'attachée de presse
- André Thorent : Florian
- Éric Peter : l'ingénieur de son[1]
- Carlo Brandt
- Umbañ U Kset
- Pierre Devilder
- Claude d'Yd
- Thierry Gimenez
- Alexandre Grecq
- Maïwenn Le Besco
- Madeleine Marion
- Renaud Marx
- Jean Turlier
- Catherine Jacob (non créditée)